# M'Fadel Lahlou
Pour les articles homonymes, voir Lahlou.
M'Fadel Lahlou, né le 27 février 1939 à El Jadida, est un homme politique marocain. Il a été ministre de l'Habitat et de l'Aménagement du territoire dans le Gouvernement Maâti Bouabid en 1981[Lequel ?],.